# Gres

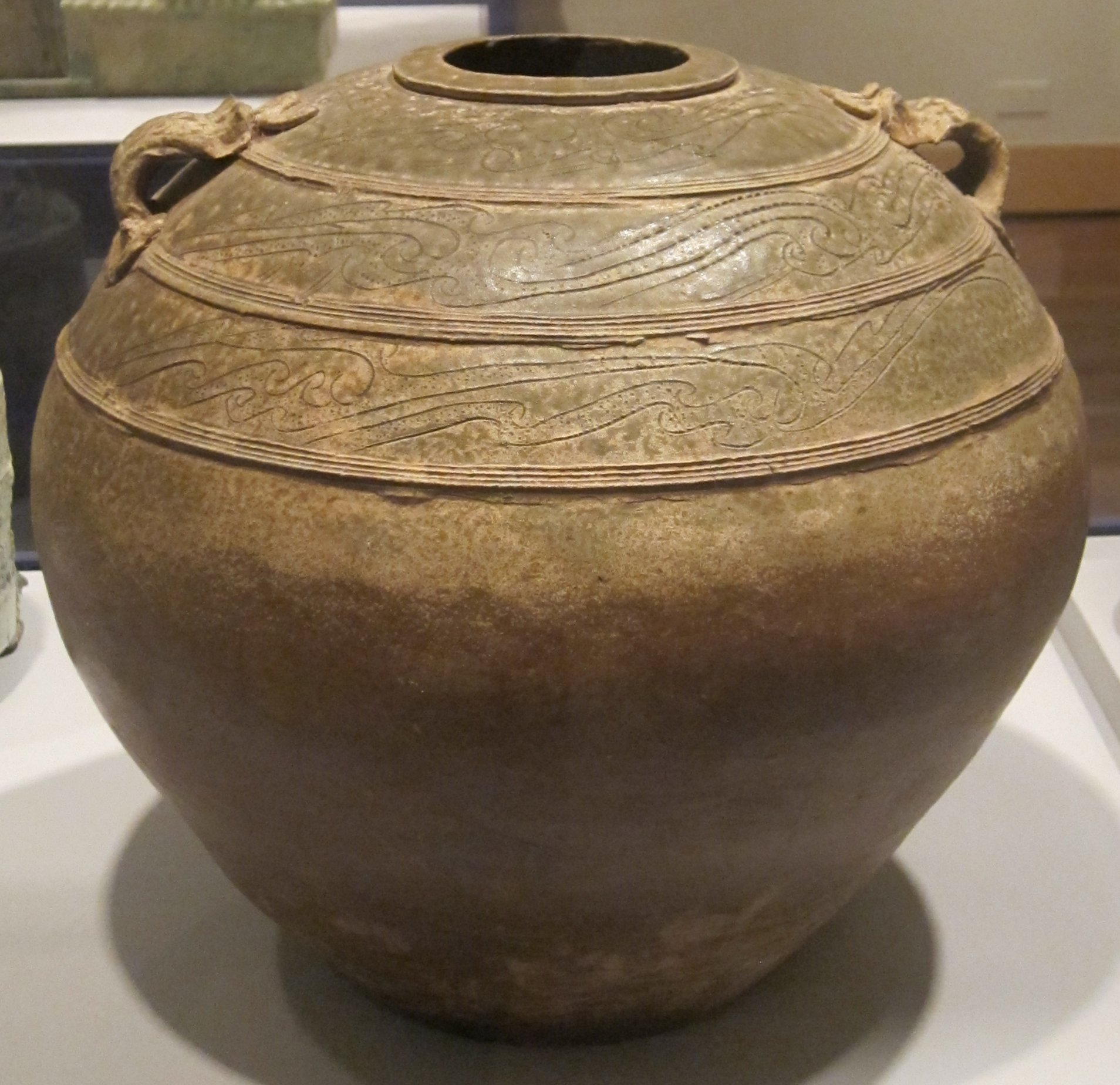
Un ejemplo de gres perteneciente a la dinastía Han. Museo de Arte de Honolulu, Hawái.

El gres (del francés grès ‘arenisca’) es una pasta cerámica, compuesta comúnmente por arcilla figulina o barro cocido, arena cuarzosa y materiales desgrasantes —como el sílice— y fundentes —como el feldespato—. Sus principales características son su dureza y su baja absorción de agua una vez cocido a su temperatura de sinterización vítrea. 
Con el gres se pueden fabricar una cierta variedad de productos como sanitarios, tuberías de saneamiento, vajillas, alfarería, entre otros, pero sin duda el mayor campo de aplicación es la producción de pavimentos y revestimientos de baldosas.

## Historia

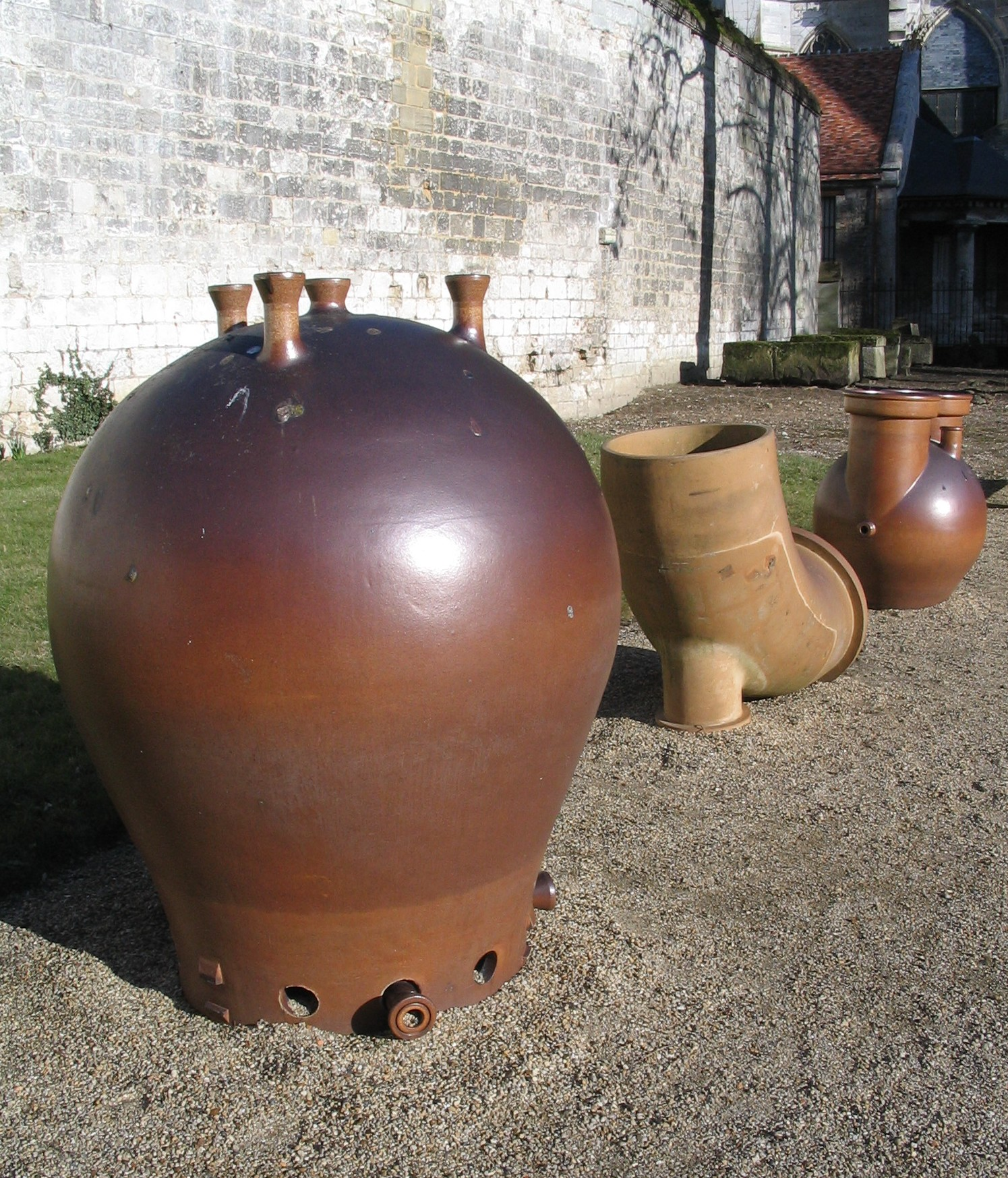
Ejemplo de gres para su uso en la industria química.

El gres tiene su origen alrededor del año 1400 a. C. entre la dinastía Han y la dinastía Shang (1600 a. C.-1046 a. C.).
En Europa la producción del gres empezó en el siglo XII en Alemania, en la región del Rin. Hasta el siglo XIV no se empezó a difundir por el resto de países. Especial acierto en los esmaltes desarrollando los vidriados a la sal, para dotarlos de una mayor impermeabilidad. En Inglaterra tuvo gran arraigo y a partir del siglo XVII se desarrolló una industria autónoma en Staffordshire. Ceramistas famosos en este centro fueron John Dwight, y Josiah Wedgwood.

## Materias primas
Las materias primas utilizadas para la fabricación del gres se dividen en tres categorías: materias plásticas, materias fundentes y materias inertes.
Las materias plásticas son minerales arcillosos, principalmente caoliníticos o líticos, que proporcionan en presencia de agua la suficiente plasticidad para obtener, durante la etapa de conformado, una forma definida y estable. Químicamente aportan aluminio, silicio y parte de calcio, hierro y titanio.
Las materias fundentes son principalmente feldespatos y feldespatoides que en la fase de cocción forman fases vítreas que actúan de ligantes entre las partículas y reducen la porosidad final del producto. Son portadoras químicamente de sodio, potasio, aluminio y silicio.
Las materias inertes son principalmente arenas silíceas que permiten un control dimensional de las piezas durante la etapa de secado y cocción, así como favorecer la desgasificación de las eventuales impurezas (materia orgánica) que pudiera haber en las materias primas. Aportan mayoritariamente silicio.
El gres porcelánico es un tipo de gres con mayor grado de vitrificación, lo que le confiere menor porosidad, mayor dureza y resistencia. Se emplea sobre todo para suelos expuestos a grandes cambios de temperatura o al agua. 

## Fabricación
Por norma general las materias primas utilizadas para la fabricación del gres son materias primas naturales sometidas a procesos de lavado y homogeneización.
Una vez realizada la primera mezcla de las materias se procede a la molturación de las mismas, con el objetivo de obtener un tamaño de partícula medio acorde con el producto que se quiere fabricar, aumentando así la superficie específica y disminuyendo el tiempo de reacción entre componentes durante la etapa de cocción.
Este proceso de molturación puede realizarse vía seca mediante molinos de martillos o pendulares, o bien por vía húmeda mediante molinos de bolas. En este caso, se ha impuesto en los últimos años, acompañar a este proceso con un proceso posterior de secado por atomización, consistente en introducir la barbotina (suspensión resultante de la molienda que contiene un 30-45 % de agua) en un pulverizador que formará finas gotas que entrarán en contacto con una corriente de aire caliente produciendo un producto sólido con bajo contenido de agua (5-7 %).
Finalmente, el producto obtenido de la molienda es sometido a procesos de conformado (por prensado o extrusión), secado, esmaltado (no necesario en determinados productos) y cocción que permitirán obtener los productos finales.